# Filip Maciejuk
Filip Maciejuk (Puławy, 3 september 1999) is een Poolse wielrenner die sinds 2024 voor BORA-hansgrohe uitkomt. Zijn jongere broer Kacper is ook wielrenner.

## Carrière
Bij de junioren werd Maciejuk nationaal kampioen tijdrijden in 2016 en 2017. Bij de editie van 2016 versloeg hij Mateusz Kostański en een jaar later was Maciejuk te sterk voor Wiktor Richter. In de Ronde van Vlaanderen 2023 veroorzaakte hij een massale valpartij door een onoordeelkundige inhaalmanoeuvre, waarna hij door de jury uit de wedstrijd werd gehaald. In 2024 behaalde hij zijn eerste profoverwinning door nationaal kampioen tijdrijden te worden, voor Kamil Gradek en Szymon Sajnok.

## Overwinningen
2016
 Pools kampioen tijdrijden junioren
2017
 Pools kampioen tijdrijden junioren
2018
Eindklassement Carpathian Couriers Race
3e etappe Szlakiem Walk Majora Hubala
Jongerenklassement Triptyque des Monts et Châteaux
2021
2e etappe, eind- en puntenklassement Carpathian Couriers Race
1e etappe en eindklassement L'Etoile d'Or
2024
 Pools kampioen tijdrijden, Elite
2025
 Pools kampioen tijdrijden, elite

## Resultaten in voornaamste wedstrijden
|      | \| Jaar \| Milaan-San Remo \| Gent-Wevelgem \| Ronde van Vlaanderen \| Parijs-Roubaix \| Amstel Gold Race \| Waalse Pijl \| \| WK op de weg \| \| ---- \| --------------- \| ------------- \| -------------------- \| -------------- \| ---------------- \| ----------- \| \| ------------ \| \| 2022 \| \| 87e \| 84e \| \| opgave \| \| \| \| \| 2023 \| \| opgave \| uitgesl. \| \| opgave \| opgave \| \| \| \| 2024 \| \| opgave \| 81e \| 97e \| \| \| \| opgave \| \| 2025 \| 159e \| \| opgave \| \| \| \| \| \| |               |                      |                |                  |             |  |              |
| Jaar | Milaan-San Remo | Gent-Wevelgem | Ronde van Vlaanderen | Parijs-Roubaix | Amstel Gold Race | Waalse Pijl |  | WK op de weg |
| 2022 | | 87e           | 84e                  |                | opgave           |             |  |              |
| 2023 | | opgave        | uitgesl.             |                | opgave           | opgave      |  |              |
| 2024 | | opgave        | 81e                  | 97e            |                  |             |  | opgave       |
| 2025 | 159e |               | opgave               |                |                  |             |  |              |

#### Resultaten in kleinere rondes
| Jaar | Tour Down Under | Ronde van de VAE | Tirreno-Adriatico | Parijs-Nice | Ronde van Zwitserland | Ronde van Polen | Renewi Tour | Ronde van Guangxi |
| ---- | --------------- | ---------------- | ----------------- | ----------- | --------------------- | --------------- | ----------- | ----------------- |
| 2021 |                 |                  |                   |             |                       | 107e            |             |                   |
| 2022 |                 | 76e              |                   |             | opgave                | 55e             |             |                   |
| 2023 |                 |                  |                   | 115e        | 95e                   | opgave          |             | 85e               |
| 2024 | 94e             | 47e              | 95e               |             |                       | 68e             | 46e         | 60e               |
| 2025 | 118e            | 82e              | 83e               |             |                       |                 |             |                   |

## Ploegen
- 2018 –  Leopard Pro Cycling
- 2019 –  Leopard Pro Cycling
- 2020 –  Leopard Pro Cycling
- 2021 –  Leopard Pro Cycling
- 2022 –  Bahrain Victorious
- 2023 –  Bahrain Victorious
- 2024 –  BORA-hansgrohe
- 2025 –  Red Bull-BORA-hansgrohe

Arashiro · Bauhaus · Bilbao · Buitrago · Caruso · Colbrelli · Feng · Govekar (vanaf 1/6) · Gradek · Haig · Haussler · Landa · Maciejuk · Madan · Mäder · Milan· Mohorič · Novak · Osorio (tot 31/3) · Pernsteiner · Poels · Price-Pejtersen · Sánchez · Sütterlin · Teuns (tot 4/8) · Tratnik · Williams · Wright · Zambanini · Miholjević (stagiair)
Arashiro · Arndt · Bauhaus · Bilbao · Buitrago · Buratti (vanaf 12/4) · Caruso · Govekar · Gradek · Haig · Haussler (tot 7/4) · Kepplinger · Landa · Maciejuk · Madan · Mäder (overleden 16/7) · Miholjević · Milan· Mohorič · Pasqualon · Pernsteiner · Poels · Price-Pejtersen · Rajović · Scott · Sütterlin · Tiberi (vanaf 1/6) · Tu · Wright · Zambanini
Adrià · Aleotti · Benedetti (tot 18/8) · Buchmann · Denz · Gamper · Hajek · Haller · Herzog · Higuita · Hindley · Jungels · Kämna · Koch · Lipowitz · Lührs · Maciejuk · Martínez · Meeus · Mullen · Palzer · Roglič · Schachmann · Sobrero · van Poppel · Vlasov · Wandahl · Welsford · Zwiehoff